# Mauro Scocco
Mauro Scocco, född 11 september 1962 i Sankt Görans församling i Stockholm, är en svensk låtskrivare, sångare, musiker och musikproducent, känd som soloartist och genom gruppen Ratata. Han är bror till ekonomen Sandro Scocco.

## Biografi
Mauro Scocco föddes i Stockholm och är huvudsakligen uppvuxen i Stockholm bortsett från de första sex barndomsåren då han bodde i Fristad nära Borås. Hans far är till härstamningen italienare. Han bildade 1980 gruppen Ratata tillsammans med några klasskamrater medan de gick på Östra Real, och gruppen var aktiv fram till 1989.
Senare har Scocco gjort solokarriär och haft framgångar med låtar som "Sarah", "Vem är han?", "Till dom ensamma", "Nelly", "Långsamt farväl" och "Överallt". Hösten 2005 ledde hans singel "Kall stjärna" från albumet Herr Jimsons äventyr topplistan över nedladdade singlar och album på iTunes.
Scocco har även skrivit och producerat musik åt andra artister, bland andra Lisa Nilsson, som han bland annat skrev låten "Himlen runt hörnet" för. Han var 1988 producent för Eldkvarns framgångsrika album Kungarna från Broadway och 2009 producerade han två spår på Markus Krunegårds album Prinsen av Peking.
Tillsammans med Johan Ekelund och Torbjörn Sten startade Mauro Scocco 1989 skivbolaget Diesel Music, som numera är uppköpt av Playground Music.
År 1991 gav Scocco ut ett album med pianomusik, Det sjungande trädet, inspirerat av Erik Saties musik och expressionistisk konst såsom verket Det sjungande trädet (1915) av Isaac Grünewald. Under pseudonymen John Grobinski gav han 1996 ut triphop-skivan Stranger Than Florida. Han ägnar sig även åt att teckna, måla och skriva prosatexter och gav 2007 ut en bok med noter, målningar, sångtexter och prosa, kallad Saker som jag gjort.
Våren 2004 medverkade Scocco i TV-programmet Sen kväll med Luuk som fast DJ. Han hade 2010 tillsammans med Plura Jonsson ett matlagningsprogram i TV8 kallat Mauro & Pluras kök. I januari 2015 var Scocco gäst hos Niklas Strömstedt i Tack för musiken i SVT.

## Diskografi

### Studioalbum solo
- 1988 – Mauro Scocco
- 1991 – Dr. Space dagbok
- 1991 – Det sjungande trädet
- 1992 – Ciao!
- 1994 – 28 grader i skuggan
- 1996 – God morgon Sverige
- 1997 – Hits
- 1999 – Tillbaks till världen
- 2003 – Beat Hotel
- 2003 – La Dolce Vita – Det bästa 1982–2003
- 2005 – Herr Jimsons äventyr
- 2007 – Ljudet av tiden som går
- 2007 – 50 sånger (samlingsbox)
- 2011 – Musik för nyskilda
- 2012 – Årets julklapp! från Mauro Scocco
- 2013 – Årets julklapp! från Mauro Scocco - andra utgåvan
- 2014 – Musiken från: Mauro & Pluras tågluff
- 2020 – Den stora glömskan

### Studioalbum med Ratata
- 1982 – Ratata
- 1982 – Jackie
- 1983 – Äventyr
- 1984 – Paradis
- 1985 – Sent i september
- 1987 – Mellan dröm och verklighet
- 1989 – Människor under molnen

### Singlar med Ratata
- 1981 – För varje dag / Romantic (Non mi ami piu)
- 1982 – Ögon av is / Liv utan spänning
- 1982 – Doktor kärlek (Medicus Amor) / Tex Willer (Drunken Driver)
- 1982 – TV-apparat / Från filmen med samma namn
- 1982 – En timmes panik / Jackie
- 1982 – Jackie / Prinsessa på vift
- 1983 – Något jag måste säga / Är det så här (du vill ha mig)?
- 1983 – Soulboy / Guld
- 1984 – Någonting / Vild
- 1984 – Jackie / Soulboy (engelska versioner)
- 1984 – Jag behöver dig / Hommage á Lunding
- 1985 – Ge inte upp / Försent
- 1984 – I dina ögon / Jag ger mig
- 1986 – Ingenstans att gå / Jackie (L.A. Version)
- 1986 – Se dig inte om / Can't Get Away
- 1987 – Så länge vi har varann (med Anni-Frid Lyngstad) / Du finns hos mig
- 1987 – Om du var här / As Long As I Have You
- 1989 – Glad att det är över
- 1989 – Himlen
- 1990 – Människor som hör ihop
- 2002 – Honung